# Diana Lara Núñez
Diana Lara Núñez (3 de julio de 1993) es una deportista mexicana que compitió en taekwondo. Ganó dos medallas de bronce en el Campeonato Panamericano de Taekwondo en los años 2012 y 2014.

## Palmarés internacional
| Campeonato Panamericano | Campeonato Panamericano | Campeonato Panamericano | Campeonato Panamericano |
| Año                     | Lugar                   | Medalla                 | Categoría               |
| ----------------------- | ----------------------- | ----------------------- | ----------------------- |
| 2012                    | Sucre (Bolivia)         | Medalla de bronce       | –53 kg                  |
| 2014                    | Aguascalientes (México) | Medalla de bronce       | –53 kg                  |